# Små ord av kärlek
Små ord av kärlek är ett studioalbum av den svenska popsångerskan Emilia Rydberg, släppt 18 april 2007. Med albumet bytte hon språk, från engelska till svenska.

## Låtlista  (kompositör inom parentes)
1. Var minut ("Hvert minut") (Søren Poppe, kompositör; Jan Lysdahl, kompositör; Emilia Rydberg, textförfattare; Pär Lönn, textförfattare)
2. Du är (Martin Norborg Rasmussen, kompositör; Emilia Rydberg, textförfattare; Pär Lönn, textförfattare)
3. En sång om kärleken (En sang om kærlighed) (Tue West, kompositör; Emilia Rydberg, textförfattare; Pär Lönn, textförfattare)
4. Det är inte det du säger (Anne Linnet, kompositör; Jan Glæsel, kompositör; Emilia Rydberg, textförfattare; Pär Lönn, textförfattare)
5. Säg du är säker (Tue West, kompositör; Emilia Rydberg, textförfattare; Aleena Gibson, textförfattare)
6. Inget svar (Emilia Rydberg, kompositör, textförfattare; Pär Lönn, kompositör, textförfattare; Henrik Balling, kompositör, textförfattare; Jesper Wennick, kompositör, textförfattare; Søren Poppe, kompositör, textförfattare; Martti Vuorinen, kompositör, textförfattare)
7. Lär mig att älska (Emilia Rydberg, textförfattare; Jon & Jules, kompositör)
8. Ord som bara du får höra (Urban Robertsson, kompositör; Dawn Joseph, kompositör, Anders Barren, kompositör; Emilia Rydberg, textförfattare; Fredrik Berger, textförfattare))
9. Sommardag (Tue West, kompositör, textförfattare)
10. Jag ser det klart (Jens Rugsted, kompositör; Emilia Rydberg, textförfattare; Matti Vuorinen, textförfattare)
11. Fotspår i snön (Jacob Binzer, kompositör; Emilia Rydberg, textförfattare; Myrra Malmberg, textförfattare; Urban Robertsson, textförfattare)
12. Små ord av kärlek (Emilia Rydberg, kompositör, textförfattare; Pär Lönn, kompositör, textförfattare)
13. Var minut ("Hvert minut") (radioversion/bonusspår) (Søren Poppe, kompositör; Jan Lysdahl, kompositör; Emilia Rydberg, textförfattare; Pär Lönn;  textförfattare)
14. Det är inte det du säger (Peo de Pitte nightshift remix/Bonusspår) (Anne Linnet, kompositör; Jan Glæsel, kompositör; Emilia Rydberg, textförfattare; Pär Lönn, textförfattare; Peo de Pitte, bearbetare, remix)

## Medverkande
- Emilia Rydberg - Sång
- Tue West - Gitarr, trummor, bas, klaviatur
- Peo Häggström - Klaviatur
- Pär Lönn - Klaviatur, gitarr, programmering
- Peter Nordahl - Flygel, piano
- Jan Lysdahl - Bas, gitarr, klaviatur, trummor, slagverk

## Listplaceringar
| Lista (2007) | Topplacering |
| ------------ | ------------ |
| Danmark      | 11           |
| Sverige      | 22           |